# Holotropes Atmen
Holotropes Atmen (auch holotrope Atemarbeit, vom griechischen holos „ganz“ und trepein „sich richten auf“ oder „sich begeben“, „auf Ganzheit ausgerichtet“) ist ein alternativmedizinisches Konzept der Transpersonalen Psychotherapie mit dem zentralen Element der Hyperventilation. Es gibt keine Beweise für die Wirksamkeit dieser Atemtherapie bei psychiatrischen Erkrankungen. Der Begriff „holotropes Atmen“ wurde vom tschechischen Psychiater Stanislav Grof und seiner zweiten Ehefrau Christina Grof (1941–2014) geprägt.

## Vorgehensweise
Die Technik der holotropen Atemarbeit besteht aus mehreren Elementen:
- beschleunigtes und vertieftes Atmen (gewollte Hyperventilation)
- Musik (z. B. Instrumental- oder spezielle Filmmusiken)
- körperorientierte Psychotherapie (z. B. Druckmassage)

Im Anschluss:
- nonverbale Reflexion des Erlebten, beispielsweise durch kreativen Ausdruck, z. B. über Malen oder Zeichnen
- sogenanntes „Sharing“ der Selbsterfahrung, z. B. als Erfahrungsaustausch in der Gruppe

Der Prozess, der zwischen 1,5 und 3 Stunden dauert, wird durch passend ausgewählte Musik unterstützt. Er durchläuft verschiedene Phasen, erreicht einen Höhepunkt und klingt dann wieder ab. Die Person liegt dabei mit geschlossenen Augen (ggf. unterstützt durch eine Augenbinde) auf einer Matratze und wird von einem Therapeuten begleitet. Im Laufe des Prozesses kann es zu starken emotionalen Ausbrüchen kommen (Katharsis), die der Therapeut unterstützend (z. B. durch Körperarbeit) begleitet.
Holotropes Atmen wird oft in Gruppenform, beispielsweise mit sich unterstützenden Zweiergruppen, durchgeführt.
Ähnlichkeiten bestehen zu den Methoden Bioenergetik von Alexander Lowen, Rebirthing sowie der Wim-Hof-Methode.

## Hyperventilation
Die erhöhte Atemfrequenz (Tachypnoe) bei der Hyperventilation führt zu vermehrter Abatmung des im Körper entstandenen Kohlendioxids und nach wenigen Sekunden zu einer Hypokapnie. Daraus folgt eine respiratorische Alkalose, die zu Vasokonstriktion des Gehirns führt, was wiederum eine zerebrale Hypoxie verursacht und Benommenheit und zahlreiche andere Symptome auslöst. Eine respiratorische Alkalose führt auch zu einer Hypokalzämie, welche Ursache der typischen neuromuskulären Symptome einer Hyperventilation ist. Dazu zählen insbesondere muskuläre Verkrampfungen und Missempfindungen wie beispielsweise Kribbeln an den Händen und im Gesicht.